# João Pedro Azevedo Silva
João Pedro Azevedo Silva (Trofa, 29 de Dezembro de 1987) é um futebolista português que joga habitualmente a defesa central, e também pode actuar como trinco. 
Foi contratado ao 14 anos ao Trofense pelo Porto.
Nas últimas épocas esteve emprestado ao Portimonense e ao Penafiel, para ganhar mais alguma experiência.